# Liste des lieux de culte de l'Outaouais
La Liste des lieux de culte en Outaouais liste l'ensemble des lieux de culte situés dans la région administrative de Outaouais au Québec.

## Liste

### Lieux de culte chrétiens

#### Lieux de culte catholiques
| Lieu de culte                            | Illustration | Municipalité  | Adresse | Coordonnées | Année de construction | Lien dans l'ILCQ | Notes |
| ---------------------------------------- | ------------ | ------------- | ------- | ----------- | --------------------- | ---------------- | ----- |
| Cathédrale Saint-Joseph de Gatineau      |              | Gatineau      |         |             | 1951-1952             |                  |       |
| Église Sainte-Angélique de Papineauville |              | Papineauville |         |             | 1902-1903             |                  |       |
| Église Sainte-Rose-de-Lima de Gatineau   |              | Gatineau      |         |             | 1913-1915             |                  |       |